# (4957) Brucemurray
(4957) Brucemurray (1990 XJ) – planetoida z grupy Amora okrążająca Słońce w ciągu 1,96 lat w średniej odległości 1,57 j.a. Odkryta 15 grudnia 1990 roku.